# 4445-ös mellékút (Magyarország)
A 4445-ös számú mellékút egy bő 5 kilométer hosszú, négy számjegyű országos közút Csongrád-Csanád vármegye északkeleti részén; Fábiánsebestyént köti össze a 45-ös főúttal, Szentes belterületének érintése nélkül.

## Nyomvonala
Fábiánsebestyén nyugati határvidékén ágazik ki a 4642-es útból, kevéssel annak 58,250-es kilométerszelvénye előtt. Észak-északnyugat felé indul, és 1,7 kilométer után átlép Szentes közigazgatási területére. Lakott helyeket ott sem nagyon érint, jobbára külterületi határrészek között halad. 4,2 kilométer után keresztezi a Szarvastól a 45-ös főút szentesi szakaszáig húzódó 4401-es utat, amely itt 27,6 kilométer megtételén jár túl.  Kevéssel ezután véget is ér, beletorkollva a 45-ös főútba, annak 18. kilométerénél.
Teljes hossza, az országos közutak térképes nyilvántartását szolgáló kira.gov.hu adatbázisa szerint 5,647 kilométer.

## Települések az út mentén
- Fábiánsebestyén
- Szentes